# Vlag van De Panne
De vlag van De Panne werd door de gemeenteraad op 17 januari 1991 officieel vastgesteld als de officiële vlag van de Belgische gemeente De Panne. Op 11 juni 1991 werd hij door het Bestuur van Vlaanderen bevestigd en uiteindelijk gepubliceerd op 25 september 1991 in het officiële Belgisch Staatsblad.
De vlag is gebaseerd op het wapen van de stad en symboliseert in de eerste helft Adinkerke door het gebruik het schild van de familie De Cambry de Baudimont, die jarenlang de Marienhove bezaten. De tweede helft symboliseert op subtiele wijze het kasselrij Veurne.
Officieel wordt de vlag beschreven als:
In tweeën gedeeld 1. blauw met drie gele ruiten 2. wit met een groene leeuw.

Wapen van de familie De Cambry de Baudimont
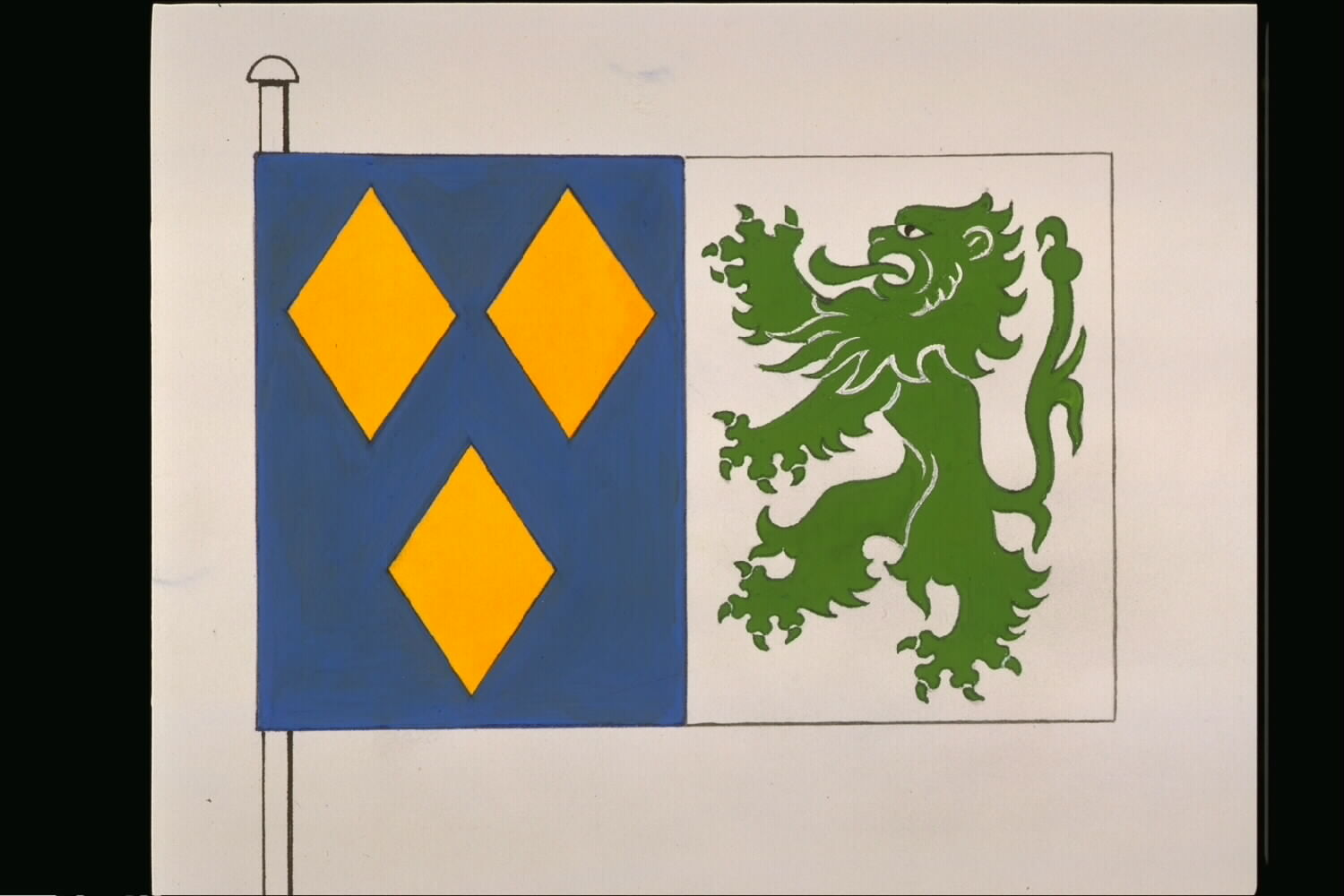
Officiële tekening van de vlag